# Mykoła Mazuryk
Mykoła Mazuryk (ur. 25 września 1908 w Brzeżawie, zm. 21 lutego 2008 tamże) – łemkowski rzeźbiarz ludowy.

## Życiorys
Po II wojnie światowej został osadzony w Centralnym Obozie Pracy w Jaworznie, a rodzina wysiedlona w okolice Koszalina. Po kilkunastu latach powrócił z wysiedlenia do rodzinnej Brzeżawy.
Był stryjem łemkowskiego malarza Omelana Mazuryka.
W 2006 ukazała się jego biografia pióra Piotra Skrijki.

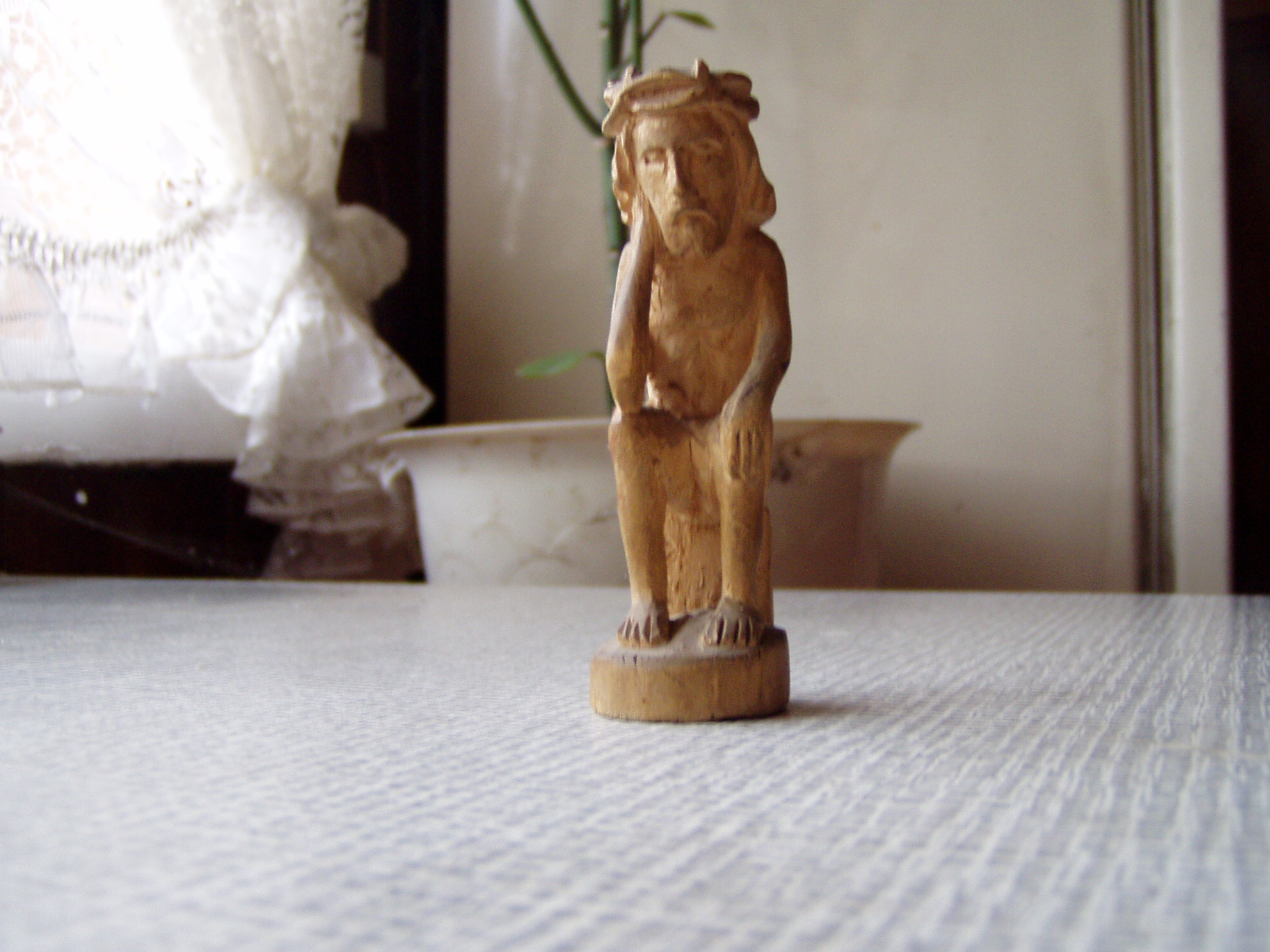
Rzeźba Mykoły Mazuryka
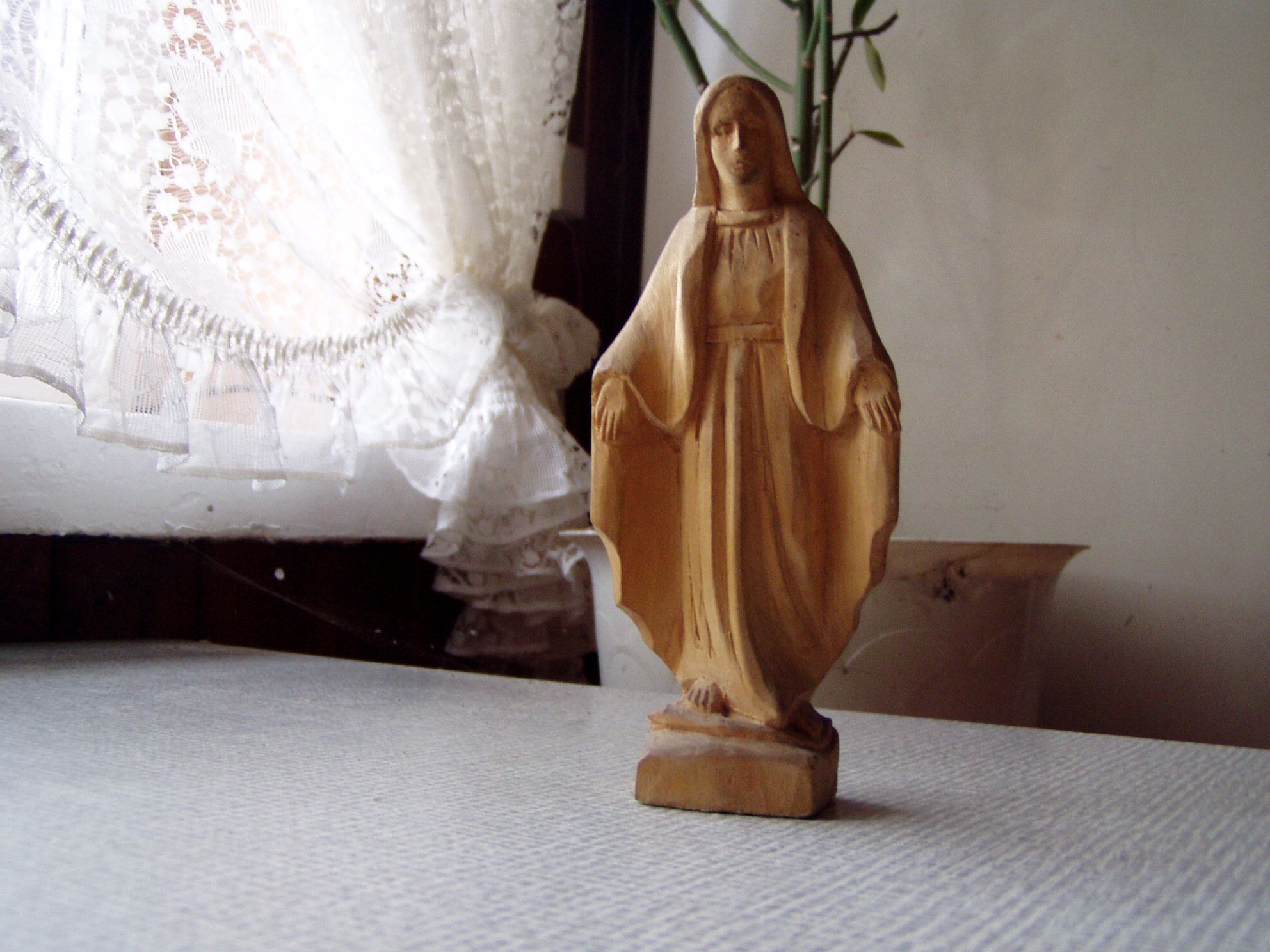
Rzeźba Mykoły Mazuryka
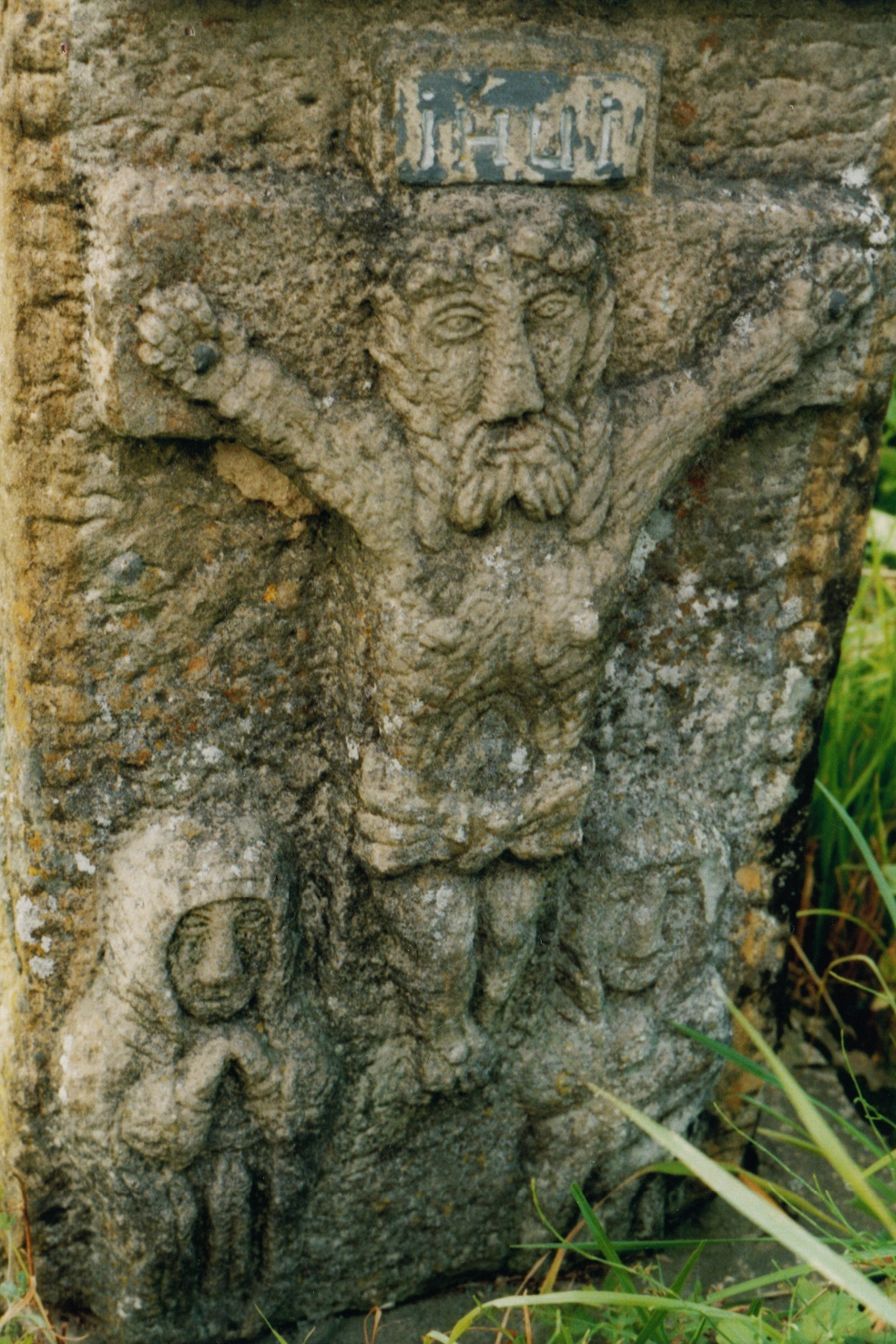
Rzeźba Mykoły Mazuryka
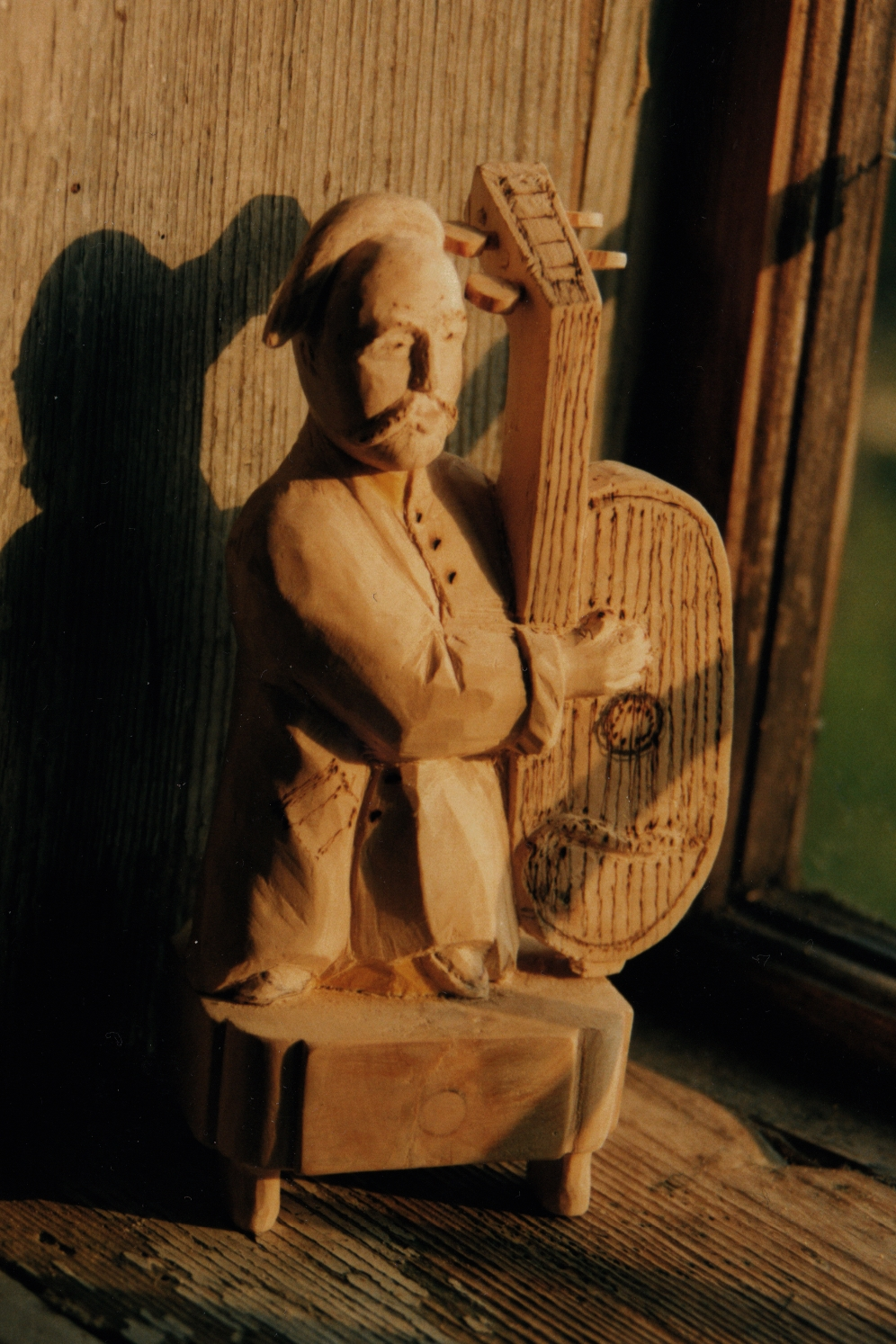
Rzeźba Mykoły Mazuryka